# Fernando Gómez Esparza
Fernando Gómez Esparza (Aguascalientes, México, 21 de agosto de 1953) es un economista y político mexicano, miembro del Partido Revolucionario Institucional (PRI), ha sido presidente municipal de Aguascalientes, diputado federal y senador.
Casado con Leticia González Esquivel, tuvo cuatro hijos: Silvestre, Leticia, Marissa y Fernando, de los cuales le sobreviven los últimos tres.
Es licenciando en Economía egresado de la Universidad Nacional Autónoma de México, titulado con la tesis: Problemática Socioeconómica del Medio Rural. También tuvo estudios en la Saint Johns University y fue profesor adjunto en la materia de Estadística y probabilidades en la Escuela de Economía de la Universidad Nacional Autónoma de México en 1976, también fue profesor de la materia Problemas políticos, económicos y sociales en la Universidad Autónoma de Aguascalientes en 1982.
Dentro de sus actividades públicas en el Estado de Aguascalientes, ha sido Subdirector de planeación y Presupuesto de la Secretaría de Planeación y Presupuesto en 1981; Director de Planeación y Desarrollo Estatal, en 1981; Coordinador del Programa Integral de Desarrollo Rural en 1982; representante del Gobierno del Estado ante la Comisión Federal de Electricidad de 1983 a 1986. fue subsecretario de Obras Públicas y Vivienda popular del Gobierno del Estado, secretario de Obras Públicas y Vivienda Popular, de 1983 a 1986, director general del Instituto de Vivienda del estado de Aguascalientes de 1991 a 1993.
Fue líder del PRI en el estado de Aguascalientes y en 1993 fue elegido presidente municipal de la ciudad de Aguascalientes, que ejerció hasta 1995, en 1997 fue elegido a su vez diputado federal a la LVII Legislatura por el III Distrito Electoral Federal de Aguascalientes de 1997 a 2000 y posteriormente senador por Aguascalientes para el periodo de 2000 a 2006.